# 紀元前185年
紀元前185年（きげんぜんひゃくはちじゅうごねん）は、ローマ暦の年である。ローマ建国紀元569年、アッピウス・クラウディウス・プルケルとマルクス・センプロニウス・トゥディタヌスの年。

## 他の紀年法
- 干支 : 丙辰
- 日本
  - 孝元天皇30年
  - 皇紀476年
- 中国
  - 前漢 : 高后3年
- 朝鮮
  - 檀紀2149年
- 仏滅紀元 : 360年
- ユダヤ暦 : 3576年 - 3577年

## できごと

### 共和政ローマ
- ルキウス・マンリウス・アキディヌス・フルウィアヌスが小凱旋式を挙行した[2]。
- クィントゥス・カエキリウス・メテッルス、マルクス・バエビウス・タンピルス、ティベリウス・センプロニウス・グラックス・マイヨルからなる使節団が、マケドニア王国のピリッポス5世と周辺諸国の調整のため派遣された[2]。

### エジプト
- Ankhmakisがプトレマイオス朝の将軍Conanusに捉えられ、エジプト北部と南部の内戦が終結した。

### インド
- プシャミトラがマウリヤ朝の王ブリハドラタを暗殺し、シュンガ朝を建設した。

## 誕生
- スキピオ・アエミリアヌス:共和政ローマの政務官（紀元前129年没）
- パナイティオス:ギリシアの哲学者（紀元前110年没）

## 死去
- ブリハドラタ:マウリヤ朝の王（紀元前197年生）